# Maison-Dieu
 (janvier 2018).
Si vous disposez d'ouvrages ou d'articles de référence ou si vous connaissez des sites web de qualité traitant du thème abordé ici, merci de compléter l'article en donnant les références utiles à sa vérifiabilité et en les liant à la section « Notes et références ».
Pour les articles homonymes, voir Maison Dieu (homonymie).
Une maison-Dieu était au Moyen Âge un hôpital-monastère destiné à accueillir les pèlerins pauvres puis les malades des environs.
Les premières sont instaurées en Orient par Basile de Césarée.
La maison-Dieu limitait ses activités au logement des pauvres, des passants, des voyageurs et des pèlerins. Elle prit l'appellation d'hôtel-Dieu vers le XVIIe siècle.